# Vicente del Prado
Vicente del Prado (San Jacinto, 5 april 1860 - Pozorrubio, 30 december 1900) was een Filipijns patriot en onafhankelijkheidsstrijder.

## Biografie
Vicente del Prado werd geboren op 5 april 1860 in San Jacinto in de Filipijnse provincie Pangasinan. Hij was een van de vijf kinderen van Vicente del Prado sr. en Dominga Aquino, een welgesteld koppel en beide afkomstig uit San Jacinto. Hij studeerde in Manilla, maar rondde zijn studie niet af. In de Filipijnse hoofdstad werd hij actief als vrijmetselaar. Na zijn trouwen vestigde Del Prado zich in Tayug, waar hij een school oprichtte en zelf ook doceerde. Daar wist hij meer lokale leiders te interesseren voor de vrijmetselaarij. De rooms-katholieke kerk kreeg lucht van hun organisatie en liet hen vervolgen door de Spaanse koloniale overheid. Tussen 1885 en 1887 moest Del Prado zich schuil houden in de bergen.
Over zijn activiteiten tijdens de eerste fase van de Filipijnse revolutie is niet veel bekend. In 1898 werd Del Prado gekozen als lid van het Malolos Congres. In de tweede fase van de revolutie werd hij door Emilio Aguinaldo benoemd tot aanvoerder van de eregarde van Pangasinan en vocht hij met zijn troepen tegen de Amerikanen tot hij eind 1900 gevangen werd genomen in de bergen bij Pozorrubio. Kort daarop werd hij beschuldigd van de moord op een Spaanse pater en ter dood veroordeeld. Op 30 december 1900 werd hij naar aanleiding daarvan opgehangen op Dagupan Plaza. Later bleek dat de belastende verklaringen die waren afgegeven, vals waren. Del Prado was getrouwd met Gregoria Rosales en kreeg met haar een dochter. Ook hadden ze nog een pleegzoon.